# Nepenthes andamana
Nepenthes andamana (лат.) — вид тропических насекомоядных растений, эндемичный для провинции Пхангнга (Таиланд). Растение встречается на уровне моря в прибрежных саваннах и лугах.
Предполагается, что вид Nepenthes andamana состоит в близком родстве с Nepenthes suratensis.
В качестве видового эпитета данного вида использовано латинизированное название Андаманского моря, находящегося между полуостровами Индокитай и Малакка.

## История открытия
Nepenthes andamana был описан Марчелло Каталано в его книге Nepenthes della Thailandia. Описание было рецензировано Аластаиром Робинсоном, в то время как Андреас Флайшманн подготовил перевод на латинский язык. Голотипом вида служит экземпляр Catalano 013395, собранный автором таксона в 2009 году в Таиланде и хранящийся в гербарии Бангкокского университета имени короля Чулалонгкорна (BCU).

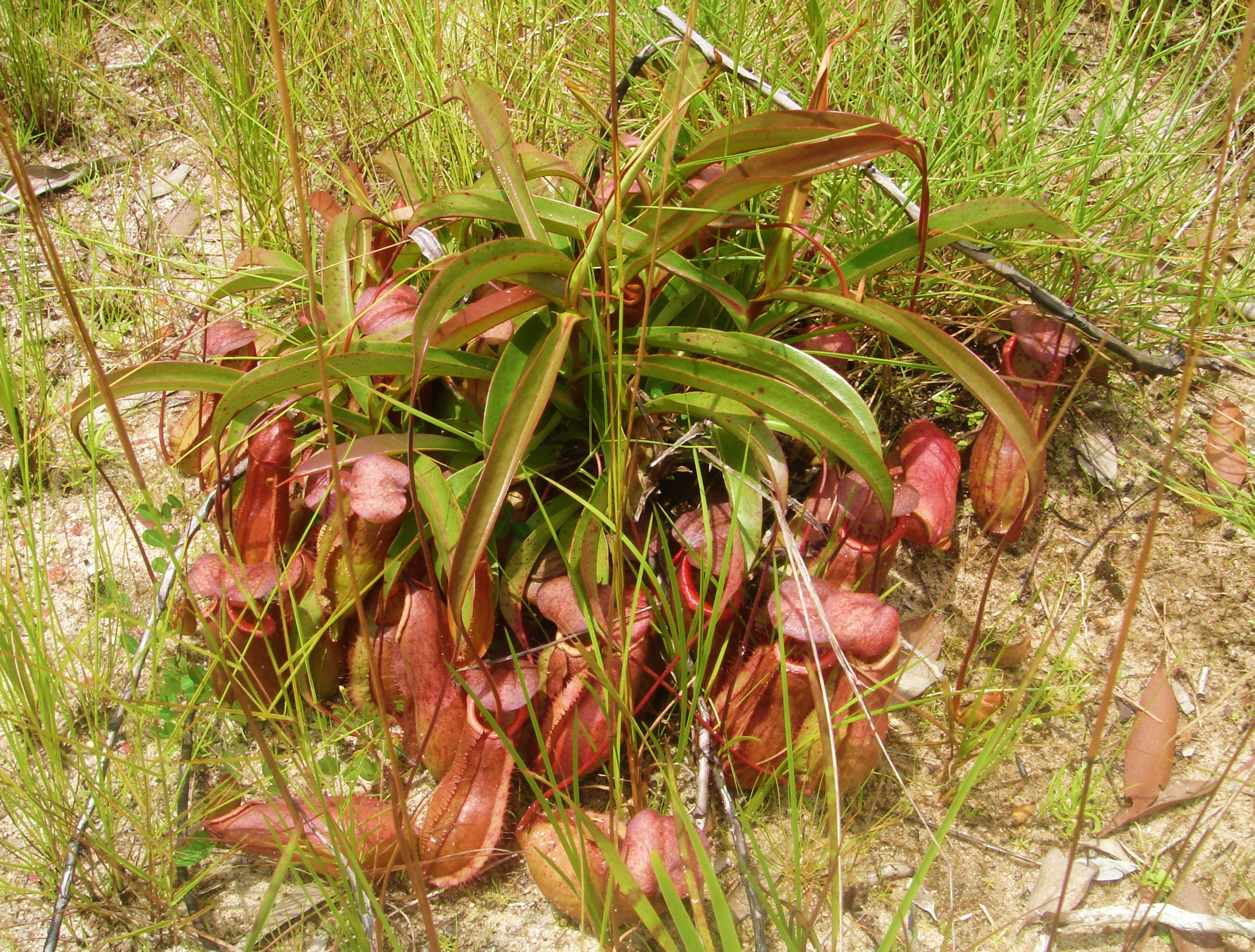
Молодые растения Nepenthes andamana с кувшинчиками

## Ботаническое описание
Непентес андамана — вьющееся растение, достигающие высоты 3 м. Его стебель, диаметром 5 мм, имеет конусообразную форму. Длина стебля между узлами составляет 3,5 см. Цвет стебля может варьировать от зелёного до красного.

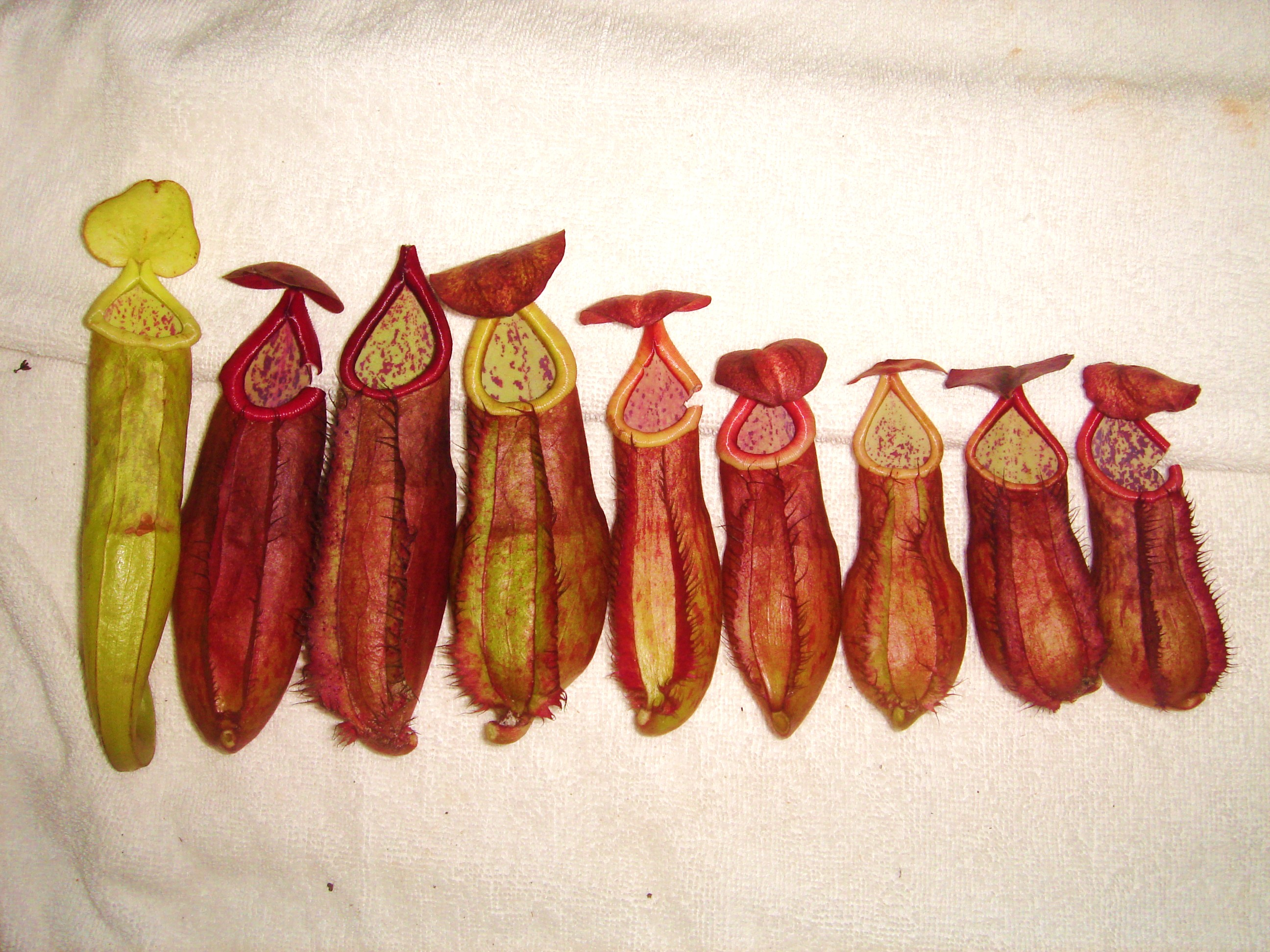
Nepenthes andamana. Кувшинчики различной формы

## Экология
Nepenthes andamana — эндемичное для прибрежного региона провинции Пхангнга в Таиланде. Произрастает на песчаной почве и встречается в открытых саваннах и лугах.
В природе Nepenthes andamana и симпатричный вид Nepenthes mirabilis могут образовывать естественные гибриды.

## Естественные гибриды
На данный момент известно, что в природе Nepenthes andamana образует гибриды только с Nepenthes mirabilis. Некоторые из этих гибридов включают в себя местные разновидности вышеупомянутых видов, а также Nepenthes mirabilis var. globosa.